# Brat Cyprian z Czerwonego Klasztoru
Brat Cyprian z Czerwonego Klasztoru, właśc. Franz Ignatz Jäschke (ur. 28 lipca 1724 w Polkowicach, zm. 1775 w Czerwonym Klasztorze) – mnich z zakonu kamedułów z Czerwonego Klasztoru, w którym to pełnił funkcję aptekarza, botanika, cyrulika i kucharza. Twórca jednego z najstarszych zachowanych zielników z roślinami tatrzańskimi.

## Życiorys
Był synem polkowickiego mieszczanina i mistrza krawieckiego Josepha Jäschke. Ukończył studia medyczne we Wrocławiu. Po krótszych pobytach w klasztorach w Częstochowie, Brnie i Nitrze ok. 1756 r. przybył do Czerwonego Klasztoru, znajdującego się u podnóża Pienin. W Czerwonym Klasztorze pełnił różnorakie funkcje – oprócz swoich klasztornych zajęć malował i wyrabiał zwierciadła, a także najprawdopodobniej zajmował się alchemią. Z zamiłowania był botanikiem, czego owocem jest najstarszy zachowany zielnik opisujący lecznicze rośliny tatrzańskie i pienińskie, pochodzący z 1766 r. Zawiera on łącznie 288 okazów (z czego 63 okazy roślin tatrzańskich) 274 różnych gatunków roślin. Zielnik ten w późniejszych latach stał się własnością Muzeum Karpackiego w Popradzie, następnie Muzeum TANAP-u w Tatrzańskiej Łomnicy, a obecnie znajduje się on w zbiorach Muzeum Narodowego w Bratysławie.
Kolekcjonując rośliny do zielnika, brat Cyprian dość dobrze poznał wschodnią część Tatr Wysokich i Tatry Bielskie. Był m.in. nad Żabim Stawem Jaworowym w górnej części Doliny Jaworowej, nad Czarnym Stawem Jaworowym w Dolinie Czarnej Jaworowej, na Szerokiej Przełęczy Bielskiej i Przełęczy pod Kopą. Przypisuje mu się nieprawidłowo wejście na wierzchołek Hawrania w Tatrach Bielskich. Bardzo dobrze znał Pieniny i ich okolice.
Według legend był także mechanikiem i skonstruował skrzydła, dzięki którym mógł wzbijać się w powietrze. Legendy podają, że dzięki tym skrzydłom sfrunął z wierzchołka Trzech Koron na dziedziniec Czerwonego Klasztoru. Inne wersje mówią, że z wierzchołka Trzech Koron doleciał aż nad Morskie Oko, gdzie anioł, oburzony jego pychą, poraził go piorunem. Cyprian miał wówczas spaść na wysoką turnię, którą na pamiątkę tego wydarzenia do dziś zwą Mnichem. Przeciwko prawdziwości tych legend przemawia (oprócz praw fizyki) brak jakichkolwiek wzmianek o tych rzekomych dokonaniach mnicha w kronikach i innych zapiskach zakonu kamedułów. Zbeletryzowaną wersję tych opowieści przedstawił Jan Wiktor w opowiadaniu Zapomniany lotnik (1937), a następnie w powieści Skrzydlaty Mnich (1947). W 2008 roku w koprodukcji czterech państw (Czechy, Polska, Słowacja, Węgry) został nakręcony film nawiązujący do legendy o bracie Cyprianie pod tytułem Latający mnich i tajemnica Da Vinci (słow. Legenda o Lietajúcom Cypriánovi). Film w kinach pojawił się 29 lipca 2010 r.